# Lupinus macbrideanus
Lupinus macbrideanus là một loài rau đậu thuộc họ Fabaceae.
Loài này chỉ có ở Peru.